# Fred Armisen
Fereydun Robert "Fred" Armisen (Hattiesburg, Misisipi; 4 de diciembre de 1966) es un actor y músico estadounidense, más conocido por sus colaboraciones en Saturday Night Live y por interpretar a varios personajes extranjeros en películas como Eurotrip, Anchorman: The Legend of Ron Burgundy y Cop Out. Es también coproductor, junto a su compañera Carrie Brownstein, del programa cómico de sketches Portlandia.

## Biografía

### Primeros años
Armisen nació en Hattiesburg, Misisipi y se mudó a Nueva York, junto a su familia cuando era un bebé. Se crio en Valley Stream, Long Island. Tiene raíces venezolanas por parte materna y germano-coreana por parte paterna.
Estudió en la Escuela de Artes Visuales de Nueva York, hasta que abandonó sus estudios para tocar la batería en un grupo. En una entrevista concedida a New York Magazine, declaró que desde pequeño siempre quiso ser artista musical tras ver actuar a los grupos The Clash y Devo.

### Vida privada
En 1998 estuvo casado con la cantautora inglesa Sally Timms hasta 2004.
En enero de 2009 se comprometió con la actriz Elisabeth Moss tras conocerse en octubre de 2008 en el programa Saturday Night Live presentado por Jon Hamm, compañero de reparto de Moss en la serie Mad Men y con la que participó en algunos sketches. En octubre de 2009 contrajeron matrimonio en Long Island. En agosto de 2010 informaron a los medios de comunicación que se habían separado. El 20 de septiembre de 2010, Moss le pidió a Armisen el divorcio y los trámites de separación se presentaron el 26 de junio y el 13 de mayo de 2011 se dio por finalizado el proceso de divorcio.
En agosto de 2010, varios medios informaron que Armisen estuvo saliendo con la miembro de Saturday Night Live: Abby Elliott, cuya relación terminó un año después.
En una entrevista realizada en el programa Real Time with Bill Maher declaró ser ateo.

## Carrera profesional

### Músico
En 1984, Armisen debutó como baterista en una banda local junto con varios amigos del Instituto de Valley Stream hasta que se separaron poco tiempo después. En 1988 prosiguió su carrera y se trasladó a Chicago para tocar con Trenchmouth, y en 1990 con Blue Man Group como contrabajista.
En 2007 colaboró en tres singles del álbum Let's Stay Friends de Les Savy Fav.
También participó en el álbum de Wandering Lucy Leap Year.

### Actor
Mientras actuaba con Trenchmouth, Armisen empezó a interesarse por la interpretación. En 2006 declaró en una entrevista: "Quiero participar en cualquier programa de televisión. Siempre he pensado que por alguna razón, podría seguir otro camino; no sabía que podría hacer comedia y actuar en Saturday Night Live. Simplemente quería hacer algo diferente".
Algunas apariciones televisivas suyas fueron cameos en sketches que recordaban al estilo de Andy Kaufman, en el programa Late Night with Conan O'Brien al igual que en Crank Yankers y otros programas de Adult Swim, con los que obtuvo un papel como colaborador en Saturday Night Live, hasta que en 2004 pasó a formar parte del reparto principal.
Fred participa en Sister City,  el quinto episodio de la segunda temporada de "Parks and Recreation", transmitido por la NBC en los Estados Unidos en 2009. Fred es Raúl Alejandro Bastilla Pedro de Veloso de Morana, dirige con otros funcionarios del departamento de parques de Boraqua, la ciudad hermana de Pawnee en Venezuela, visitan a Leslie (Amy Poehler), Donna (Retta) y Tom (Aziz Ansari) del departamento de parques de Pawnee. El interno venezolano Jhonny (JC Gonzalez) se enamora de April (Aubrey Plaza), quien lo convence de que es temida y muy poderosa. Leslie los lleva  a una reunión pública para mostrarles la democracia en acción, pero todos los ciudadanos enojados le hacen a Leslie muchas preguntas. Raúl se pregunta dónde estarán los guardias armados para llevar a los manifestantes a la cárcel. Cuando Raúl le dice a Leslie que viven en Venezuela como reyes y no responden a nadie, ella estalla de rabia, insultando a sus uniformes y a Hugo Chávez. El episodio termina con un video en línea de Abril, quien les dice que ella y Donna están de vacaciones con Jhonny (JC Gonzalez) en su palacio venezolano, que está protegido por guardias armados.
En la gran pantalla ha aparecido en papeles secundarios o cameos en producciones como Eurotrip, Deuce Bigalow: European Gigolo, Anchorman: The Legend of Ron Burgundy, Deck the Halls, The Ex, The Promotion, Un rockero de pelotas y Confessions of a Shopaholic.
En 2011 protagonizaría junto a Carrie Brownstein, el programa de sketches Portlandia.
En la actualidad, le presta su voz al personaje de los Looney Tunes: Speedy González.

## Discografía
| Año  | Álbum                                                          |
| ---- | -------------------------------------------------------------- |
| 1996 | The Broadcasting System                                        |
| 1994 | Trenchmouth Vs. the Light of the Sun                           |
| 1993 | Inside the Future                                              |
| 1991 | Construction of New Action: Volume 1: First There Was Movement |

## Filmografía

### Cine
| Año  | Película                                             | Personaje            |
| ---- | ---------------------------------------------------- | -------------------- |
| 1998 | Guide to Music and South by Southwest                | Varios personajes    |
| 1998 | Fred Armisen's Guide to Dance and Self-Defense       | Varios personajes    |
| 2002 | I Am Trying to Break Your Heart: A Film About Wilco  | Sí mismo             |
| 2002 | Like Mike                                            | Padre New Age        |
| 2003 | Frank International Film Festival                    | Frank                |
| 2003 | Melvin Goes to Dinner                                | Vesa                 |
| 2004 | Anchorman: The Legend of Ron Burgundy                | Tino                 |
| 2004 | Eurotrip                                             | Italiano del tren    |
| 2004 | Wake Up, Ron Burgundy: The Lost Movie                | Tino                 |
| 2005 | Deuce Bigalow: European Gigolo                       | Francés              |
| 2006 | Deck the Halls                                       | Gustave              |
| 2006 | The Ex                                               | Manny                |
| 2006 | Griffin & Phoenix                                    | -                    |
| 2006 | Kiss Me Again                                        | Pr. Szabo            |
| 2006 | Tenacious D in The Pick of Destiny                   | Guardia de seguridad |
| 2007 | Aqua Teen Hunger Force Colon Movie Film for Theaters | Time Lincoln         |
| 2008 | Baby Mama                                            | Vendedor             |
| 2008 | Christmas on Mars                                    | Noachis              |
| 2008 | GTA IV                                               | Varios personajes    |
| 2008 | Largo                                                | Sí mismo             |
| 2008 | The Promotion                                        | Scott Fargas         |
| 2008 | Un roquero de pelotas                                | Wayne Kerr           |
| 2009 | Confessions of a Shopaholic                          | Ryan Koening         |
| 2009 | Post Grad                                            | Portavoz             |
| 2010 | Cop Out                                              | Abogado ruso         |
| 2010 | Our Family Wedding                                   | Phillip Gusto        |
| 2010 | Easy A                                               | Pastor               |
| 2011 | Los Pitufos                                          | Pitufo Genio         |
| 2012 | El dictador                                          | Cameo                |
| 2016 | Zoolander 2                                          | Chad Flart           |
| 2016 | Ordinary World                                       | Gary                 |
| 2017 | La batalla de los sexos                              | Rheo Blair           |
| 2017 | The LEGO Ninjago Movie                               | Cole                 |
| 2018 | ¡Game Over, tío!                                     | Sí mismo             |
| 2019 | Jay y Bob el silencioso: el reboot                   | Merkin               |
| 2020 | All Together Now                                     | Mr. Franks           |
| 2023 | Super Mario Bros. La película                        | Cranky Kong (voz)    |
| 2024 | Unfrosted                                            | Mike Puntz           |
| 2024 | Thelma la unicornio                                  | Danny Stallion       |

### Televisión
| Año           | Serie                                                            | Papel                                   |
| ------------- | ---------------------------------------------------------------- | --------------------------------------- |
| 1999          | Fred                                                             | Sí mismo Varios personajes              |
| 1999          | Reverb                                                           | Entrevistador                           |
| 2001          | Late Friday                                                      | Padre Fred Fericito                     |
| 2001          | Premium Blend                                                    | Sgto. Fred                              |
| 2002          | Next                                                             | Varios personajes                       |
| 2002-2013     | Saturday Night Live                                              | Varios personajes                       |
| 2003          | Crank Yankers                                                    | Chip Douglas                            |
| 2004          | Comedy Lab                                                       | Jeremy                                  |
| 2004          | Aqua Teen Hunger Force                                           | Poncho (voz)                            |
| 2005          | Looking For A Thrill: An Anthology of Inspiration                | Sí mismo                                |
| 2005          | New York Noise                                                   | Sí mismo                                |
| 2005          | Los calamareños                                                  | Varios personajes                       |
| 2006          | Freak Show                                                       | Varios personajes                       |
| 2006          | Night of Too Many Stars: An Overbooked Event of Autism Education | Sí mismo Prince                         |
| 2006          | Tom Goes to the Mayor                                            | Cura Phillip                            |
| 2007          | 30 Rock                                                          | Raheem Haddad                           |
| 2007          | Tim and Eric Nite Live                                           | Dr. Pat Gordon Hall                     |
| 2008          | Human Giant                                                      | Dr. Marker                              |
| 2008          | The Sarah Silverman Program                                      | Taylor Magenheim                        |
| 2008          | Saturday Night Live Weekend Update Thursday                      | Varios personajes                       |
| 2008-2010     | Tim and Eric Awesome Show, Great Job!                            | Varios personajes                       |
| 2009          | Sister City (Parks and Recreation)                               | Raúl                                    |
| 2009          | Late Night with Jimmy Fallon                                     | Invitado                                |
| 2011-2018     | Portlandia                                                       | Fred                                    |
| 2011          | Conan                                                            | Sí mismo                                |
| 2011-presente | The Looney Tunes Show                                            | Speedy González (voz)                   |
| 2011          | America's Got Talent                                             | -                                       |
| 2013-2018     | Brooklyn Nine-Nine                                               | Mlepnos                                 |
| 2016-2019     | Unbreakable Kimmy Schmidt                                        | Robert Durst                            |
| 2017-2020     | Big Mouth                                                        | Elliot Birch (voz)                      |
| 2018          | Forever                                                          | Oscar                                   |
| 2018-2019     | Final Space                                                      | KVN y el guardián de las llaves (voces) |
| 2020-         | Moonbase 8                                                       | Skip Henai                              |
| 2022-         | Wednesday                                                        | Fester Addams                           |
| 2022-2023     | Our flag means death                                             | Geraldo                                 |